# Dypterygia dorsipallens
Dypterygia dorsipallens är en fjärilsart som beskrevs av Holloway 1976. Dypterygia dorsipallens ingår i släktet Dypterygia och familjen nattflyn. Inga underarter finns listade i Catalogue of Life.